# Ижручей
Ижручей — ручей в России, протекает по территории Сумпосадского сельского поселения Беломорского района Карелии. Длина ручья — 13 км, площадь водосборного бассейна — 59 км².
Ручей берёт начало из болота Ивнягов Мох на высоте выше 82 м над уровнем моря.
Течёт преимущественно в северо-западном направлении по заболоченной местности.
Ручей в общей сложности имеет 28 притоков суммарной длиной 64 км.
Впадает на высоте ниже 31 м над уровнем моря в реку Нюхчу, впадающую в Онежскую губу Белого моря (Поморский берег).
Населённые пункты на ручье отсутствуют.
Код объекта в государственном водном реестре — 02020001412202000007423.